# Quadricoma brevichaeta
Quadricoma brevichaeta is een rondwormensoort uit de familie van de Desmoscolecidae. De wetenschappelijke naam van de soort is voor het eerst geldig gepubliceerd in 1975 door Freudenhammer.